# Org (film)
Pour l’article homonyme, voir Org.
Pour plus de détails, voir Fiche technique et Distribution.
Org est un film expérimental de science-fiction italo-argentin sorti en 1979 et réalisé par Fernando Birri.
Il s'agit d'une adaptation de la nouvelle de Thomas Mann intitulée Les Têtes interverties, légende hindoue (de) (Die vertauschten Köpfe) et publiée en 1940.

## Synopsis
Quelques années après l'explosion d'un champignon atomique, un homme blanc appelé Zohommm, un homme noir appelé Grrrr et une femme, Shuick, sont impliqués dans un triangle amoureux. Grrrr aide Zohommm à conquérir sa chère Shuick. Mais entre liens du sang, séduction et suspicion, la jalousie de Zohommm prend le dessus. Après avoir découvert que Shuick s'est donnée à son ami, il se suicide en se décapitant. Grrrr, à la vue de son ami décapité, décide de suivre son destin.
Lorsque Shuick les retrouve, elle tente de se jeter d'une falaise, mais elle est arrêtée par une Sibylle électronique qui ramène les deux amis à la vie. C'est à Shuick qu'incombe la tâche de reconnecter les têtes, mais elles sont échangées par leurs corps respectifs ; cela entraîne un débat sur qui doit être avec la femme, celui qui a eu une relation sexuelle ou celui qui a eu une relation sentimentale avec elle.

## Fiche technique
- Titre original : Org[1]
- Réalisation : Fernando Birri
- Scénario :	Fernando Birri, d'après Les Têtes interverties, légende hindoue (de) de Thomas Mann
- Photographie :	Mario Masini (it), Ugo Piccane, Mario Vulpiani, Huston Simmons, Cesare Ferzi
- Montage : Fernando Birri, Paolo Zamattio, Giuliano Presutto
- Musique : Enrico Rava
- Effets spéciaux : Fernando Birri, Settimio Presutto
- Costumes : Nato Frascà, Dafne Ciriacchi, Giacomo Carlo Carducci, Sandro La Ferla
- Production : Terence Hill
- Pays de production :  Argentine -  Italie
- Langues originales : italien, espagnol, français, anglais
- Format : Couleurs - 2,35:1 - Son mono - 35 mm
- Durée : 177 minutes
- Genre : Film expérimental de science-fiction
- Dates de sortie :
  - Italie : 31 août 1979 (Mostra de Venise 1979)

## Distribution
- Terence Hill : Zohommm
- Lidija Juraçik : Shuick
- Isaac Twen Obu : Grrrr
- Nolika Pareda : PiPì
- Pietro Santalamazza : Toute-la-mémoire-du-monde
- Francesco Di Giacomo : Ave Phoenix
- Fernando Birri :

Ainsi que via des images d'archives : Julio García Espinosa, Jean-Luc Godard, Herbert Marcuse, Jonas Mekas, Glauber Rocha ou Roberto Rossellini.

## Signification du titre
Le titre Org peut être compris comme un préfixe et forme les premières lettres des mots organe, orgasme et orgie, qui constituent le fil conducteur de l'intrigue. Au cours du film, le mot se mêle à la théorie de l'Orgone de Wilhelm Reich, à qui le film est dédié, ainsi qu'à Georges Méliès et Che Guevara.
Mettre ces trois noms ensemble revient à mélanger l'huile et le vinaigre, le sel et le sucre, le Yin et le Yang, la culture traditionnelle et la culture conservatrice. Dans ce mélange schizophrénique et extatique, les éléments contradictoires restent séparés et s'opposent de plus en plus. L'intention du film est donc de répondre à l'ancien concept d'« harmonie dans la discorde », ce qui est généralement interprété comme signifiant que les contradictions ont été surmontées.

## Production
Le scénario du film est inspiré de la nouvelle de Thomas Mann intitulée Les Têtes interverties, légende hindoue (de) (Die vertauschten Köpfe).
Il a été financé par Terence Hill lui-même. Il a été tourné en 1968 et est resté en phase de montage pendant dix ans, huit mois et quatorze jours. Le film contient un nombre impressionnant de 26 625 séquences (normalement un film en contient entre 800 et 1400),.
La phase de montage s'est déroulée dans une improvisation constante. Les scènes ont été décomposées telles quelles, puis assemblées pour qu'elles aient l'air différentes. La pellicule a été manipulée de toutes sortes de manières : griffée avec des clous, piétinée, tachée, clouée, brisée, transpercée. Le film a nécessité sept directeurs de la photographie et sept caméras de nationalités différentes.
Dans la bande son, il y a des superpositions de sons dans lesquelles, par le biais de « prémisses », par une certaine composition de la bande sonore, il y a 999 pistes au total.

## Exploitation
Il a été présenté le 31 août 1979 au 36e Festival du film de Venise. Il n'est jamais sorti en salles en Italie.

« J'ai installé un grand écran devant l'entrée du cinéma. Il n'a jamais été prévu de le montrer dans une salle de cinéma, mais dans le cadre de quelque chose d'autre, d'un événement, ce que l'on pourrait appeler aujourd'hui une installation. J'ai donc installé ce grand écran devant l'entrée du cinéma et, avec un grand couteau que j'avais acheté en Inde, à trois heures, j'ai grimpé sur une échelle et j'ai commencé à couper l'écran, en le tailladant, de sorte que le public traversait l'écran. Le public était la toile de fond du film. Au lieu de placer le spectateur devant l'écran comme un spectateur passif, je voulais qu'il entre dans le film. »

— Fernando Birri